# Tommy Doyle
Thomas Glyn Doyle (Mánchester, Inglaterra, 17 de octubre de 2001) es un futbolista británico que juega en la posición de centrocampista para el Birmingham City F. C. de la EFL Championship.

## Trayectoria
Tras formarse en las filas inferiores del Manchester City desde los cinco años, finalmente en 2019 ascendió al primer club, haciendo su debut el 29 de octubre en un encuentro de la Copa de la Liga contra el Southampton F. C. tras disputar la totalidad de los noventa minutos, ganando el Manchester City por 3-1.
El 31 de agosto de 2021 abandonó el conjunto mancuniano para jugar cedido en el Hamburgo S. V. durante toda la temporada. En enero la cesión se canceló tras haber jugado seis partidos en Alemania y se marchó al Cardiff City F. C. para completar la campaña. La siguiente fue el Sheffield United F. C. el equipo que logró su préstamo. Los ayudó a conseguir el ascenso a la Premier League y el 1 de septiembre de 2023 acumuló otra cesión en el Wolverhampton Wanderers F. C. Antes de acabar la temporada el club ejerció la opción de compra y firmó un contrato de cuatro años. En el primero de ellos jugó 26 partidos y en julio de 2025 fue prestado al Birmingham City F. C.

## Selección nacional
Ha sido internacional con la selección de Inglaterra, en las categorías sub-16, sub-17, sub-18, sub-19 y sub-20.

## Estadísticas

### Clubes
Actualizado hasta el 15 de marzo de 2025. 
| Club                                     | Div.          | Temporada     | Liga  | Liga  | Copa nacional | Copa nacional | Copa internacional | Copa internacional | Total | Total |
| Club                                     | Div.          | Temporada     | Part. | Goles | Part.         | Goles         | Part.              | Goles              | Part. | Goles |
| ---------------------------------------- | ------------- | ------------- | ----- | ----- | ------------- | ------------- | ------------------ | ------------------ | ----- | ----- |
| Manchester City F. C. Inglaterra         | 1.ª           | 2019-20       | 1     | 0     | 2             | 0             | 0                  | 0                  | 3     | 0     |
| Manchester City F. C. Inglaterra         | 1.ª           | 2020-21       | 0     | 0     | 3             | 0             | 1                  | 0                  | 4     | 0     |
| Manchester City F. C. Inglaterra         | Total club    | Total club    | 1     | 0     | 5             | 0             | 1                  | 0                  | 7     | 0     |
| Hamburgo S. V. · Alemania                | 2.ª           | 2021-22       | 6     | 1     | 1             | 0             | ―                  | ―                  | 7     | 1     |
| Hamburgo S. V. · Alemania                | Total club    | Total club    | 6     | 1     | 1             | 0             | 0                  | 0                  | 7     | 1     |
| Cardiff City F. C. Gales                 | 2.ª           | 2021-22       | 19    | 2     | 1             | 0             | ―                  | ―                  | 20    | 2     |
| Cardiff City F. C. Gales                 | Total club    | Total club    | 19    | 2     | 1             | 0             | 0                  | 0                  | 20    | 2     |
| Sheffield United F. C. Inglaterra        | 2.ª           | 2022-23       | 33    | 3     | 5             | 1             | ―                  | ―                  | 38    | 4     |
| Sheffield United F. C. Inglaterra        | Total club    | Total club    | 33    | 3     | 5             | 1             | 0                  | 0                  | 38    | 4     |
| Wolverhampton Wanderers F. C. Inglaterra | 1.ª           | 2023-24       | 26    | 0     | 6             | 1             | ―                  | ―                  | 32    | 1     |
| Wolverhampton Wanderers F. C. Inglaterra | 1.ª           | 2024-25       | 24    | 0     | 2             | 1             | ―                  | ―                  | 26    | 1     |
| Wolverhampton Wanderers F. C. Inglaterra | Total club    | Total club    | 50    | 0     | 8             | 2             | 0                  | 0                  | 58    | 2     |
| Birmingham City F. C. Inglaterra         | 2.ª           | 2025-26       | 0     | 0     | 0             | 0             | ―                  | ―                  | 0     | 0     |
| Birmingham City F. C. Inglaterra         | Total club    | Total club    | 0     | 0     | 0             | 0             | 0                  | 0                  | 0     | 0     |
| Total carrera                            | Total carrera | Total carrera | 109   | 6     | 20            | 3             | 1                  | 0                  | 130   | 9     |
| 1. 2.                                    |               |               |       |       |               |               |                    |                    |       |       |